# Кушнарьов Олександр Павлович
Олександр Павлович Кушнарьов — перший заступник Генерального конструктора — Генерального директора з системного проектування ДП "КБ «Південне» (2012—2020), Виконуючий обов'язки Генерального директора Державного підприємства "Конструкторське бюро «Південне» ім. М. К. Янгеля.

## Винаходи і патенти
Кушнарьов О. П. автор багатьох наукових публікацій та статей з питань ракетно-космічної техніки. Є співавтором шести винаходів (корисних моделей) України, трьох заявок на видачу патентів України та одного авторського свідоцтва СРСР, а саме:
- Будова опорної конструкції космічної ракети для фіксації та відокремлення в польоті корисних вантажів.[1]
- Головний аеродинамічний обтічник космічної ракети — 3 патенти.[2]
- Перехідник для кріплення повітроводу установника ракети на дренажній горловині бака ракети.[3]
- Спосіб експериментального підтвердження характеристик ракети при льотних випробуваннях.[4]
- Технологічний відсік ракети-носія.[5]
- Спосіб управління ракетою при стрільбі на задану дальність.
- Комбінований електрохімічний ракетний двигун.
- Спосіб розділення відсіків ракети[6].

## Нагороди та визнання
Почесний працівник космічної галузі України (2011)
Лауреат премії Кабінету Міністрів України (2013)
Академік Міжнародної академії астронавтики (2015)
Лауреат Державної премії України (2019)
Нагрудний знак ДП "КБ «Південне» «За створення ракетно-космічної техніки»
Медаль ДП "КБ «Південне» «За заслуги» (2019)
Занесений на Дошку пошани ДП "КБ «Південне».

## Сімейний стан
Одружений. Має двох дітей — сина та доньку.